# Segunda División de Andorra 2019-20
La Segunda División de Andorra 2019-20 (oficialmente y en catalán: Segona Divisió de Andorra 2019-20), fue la 21ª edición de la Segunda División de Andorra. La temporada comenzó el 21 de septiembre de 2019 y finalizó el 11 de julio de 2020.
El 5 de mayo, los clubes y la federación llegaron a un acuerdo de cómo terminar la temporada. Los únicos dos equipos que tenían chances matemática de calificar para la promoción jugaron entre sí en partidos de ida y vuelta para determinar las posiciones finales.
El 1 de julio las fechas de los partidos fueron confirmadas.
Penya Encarnada le ganó al La Massana por el marcador de 2-1 y acabó saliendo campeón y ascendiendo a la primera división sin necesidad del partido de vuelta. La Massana terminó en la segunda colocación y jugó el play-off de promoción.

## Equipos de la temporada 2019-20
| Equipo                  | Localidad               | 2018-19               |
| ----------------------- | ----------------------- | --------------------- |
| Atlètic Amèrica         | Las Escaldas-Engordany  | 10° (2017-18)         |
| Carroi B                | Andorra la Vieja        |                       |
| Encamp                  | Encamp                  | Primera División (8º) |
| Extremenya              | La Massana              | 9°                    |
| Inter Club d'Escaldes B | Las Escaldas-Engordany  | 5°                    |
| La Massana              | La Massana              | 3°                    |
| Lusitanos               | Andorra la Vieja        | Primera División (7º) |
| Penya Encarnada         | Andorra la Vieja        | 4°                    |
| Ranger's                | Andorra la Vieja        | 8°                    |
| UE Santa Coloma B       | Santa Coloma de Andorra | 6°                    |

#### Equipos por parroquia
| \| Parroquia \| N.º \| Equipos \| \| ---------------------- \| --- \| ------------------------------------------------------------------ \| \| Andorra la Vieja \| 5 \| Carroi B, Lusitanos, Penya Encarnada, Ranger's y UE Santa Coloma B \| \| Las Escaldas-Engordany \| 2 \| Atlètic Amèrica y Inter Club d'Escaldes B \| \| La Massana \| 2 \| Extremenya y La Massana \| \| Encamp \| 1 \| Encamp \| |     |                                                                    |
| Parroquia | N.º | Equipos                                                            |
| Andorra la Vieja | 5   | Carroi B, Lusitanos, Penya Encarnada, Ranger's y UE Santa Coloma B |
| Las Escaldas-Engordany | 2   | Atlètic Amèrica y Inter Club d'Escaldes B                          |
| La Massana | 2   | Extremenya y La Massana                                            |
| Encamp | 1   | Encamp                                                             |

## Sistema de competición
Los siete equipos y los tres filiales de Segunda División se enfrentaron todos contra todos en dos ruedas. Una vez finalizada la fase regular, los seis mejores equipos participarían de la Ronda por el campeonato excepto los filiales. Devido a la pandemia de COVID-19 la ronda por el campeonato fue cancelada.
Aquel equipo que al cierre de la fase regula sumó mayor puntuación se consagró campeón y ascendió a la Primera División, el subcampeón jugó una promoción a doble partido contra el penúltimo de Primera División para mantener su lugar en la liga o ascender.

## Fase regular

### Clasificación
| Pos. | Equipo                  | Pts. | PJ | G  | E | P  | GF | GC | Dif. | Clasificación 2020–21                |
| ---- | ----------------------- | ---- | -- | -- | - | -- | -- | -- | ---- | ------------------------------------ |
| 1    | Penya Encarnada (C)     | 46   | 16 | 15 | 1 | 0  | 53 | 7  | +46  | Asciende a Primera División 2020-21  |
| 2    | La Massana              | 42   | 16 | 14 | 0 | 2  | 83 | 19 | +64  | Clasificado al play-off de promoción |
| 3    | Encamp                  | 27   | 16 | 8  | 3 | 5  | 42 | 36 | +6   |                                      |
| 4    | Ranger's                | 21   | 14 | 7  | 0 | 7  | 28 | 37 | −9   |                                      |
| 5    | UE Santa Coloma B       | 19   | 15 | 6  | 1 | 8  | 39 | 49 | −10  |                                      |
| 6    | Inter Club d'Escaldes B | 17   | 15 | 5  | 2 | 8  | 25 | 34 | −9   |                                      |
| 7    | Atlètic Amèrica         | 9    | 16 | 3  | 0 | 13 | 30 | 64 | −34  |                                      |
| 8    | Carroi B                | 7    | 15 | 3  | 1 | 11 | 25 | 52 | −27  |                                      |
| 9    | Extremenya              | 0    | 14 | 1  | 0 | 13 | 6  | 68 | −62  |                                      |
| 10   | Lusitanos               | 17   | 9  | 6  | 2 | 1  | 41 | 6  | +35  | Retirado de la competición           |

Actualizado a los partidos jugados el 8 de marzo de 2020.
 Fuente: FAF
Notas:
1. ↑  Carroi B se le descontaron 3 puntos
2. ↑  Extremenya se le descontaron 3 puntos
3. ↑  Lusitanos se le descontaron 3 puntos

### Evolución de la clasificación
| Jornada / Equipo        | 1  | 2  | 3  | 4  | 5  | 6  | 7  | 8  | 9  | 10 | 11 | 12 | 13 | 14 | 15 | 16 |
| Jornada / Equipo        |    |    |    |    |    |    |    |    |    |    |    |    |    |    |    |    |
| ----------------------- | -- | -- | -- | -- | -- | -- | -- | -- | -- | -- | -- | -- | -- | -- | -- | -- |
| Penya Encarnada         | 6  | 3  | 2  | 2  | 2  | 2  | 2  | 1  | 1  | 1  | 1  | 1  | 1  | 1  | 1  |    |
| La Massana              | 1  | 1  | 1  | 1  | 1  | 1  | 1  | 2  | 2  | 2  | 2  | 2  | 2  | 2  | 2  |    |
| Encamp                  | 3  | 4  | 4  | 3  | 4  | 5  | 4  | 4  | 4  | 4  | 4  | 4  | 3  | 3  | 3  |    |
| Ranger's                | 7  | 9  | 9  | 9  | 9  | 9  | 8  | 8  | 5  | 5  | 5  | 5  | 5  | 5  | 4  |    |
| Lusitanos               | 5  | 8  | 5  | 4  | 3  | 3  | 3  | 3  | 3  | 3  | 3  | 3  | 4  | 4  | 5  |    |
| Inter Club d'Escaldes B | 4  | 5  | 7  | 8  | 5  | 4  | 5  | 5  | 6  | 7  | 7  | 7  | 7  | 6  | 6  |    |
| UE Santa Coloma B       | 8  | 7  | 6  | 7  | 8  | 6  | 6  | 6  | 7  | 6  | 6  | 6  | 6  | 7  | 7  |    |
| Atlètic Amèrica         | 2  | 2  | 3  | 5  | 6  | 7  | 7  | 9  | 9  | 8  | 8  | 8  | 8  | 8  | 8  |    |
| Carroi B                | 10 | 6  | 8  | 6  | 7  | 8  | 9  | 7  | 8  | 9  | 9  | 9  | 9  | 9  | 9  |    |
| Extremenya              | 9  | 10 | 10 | 10 | 10 | 10 | 10 | 10 | 10 | 10 | 10 | 10 | 10 | 10 | 10 |    |

### Tabla de resultados cruzados
| Local \ Visitante       | ATH | CAR | ENC | EXT | INT | MAS | LUS  | PEN | RAN | SUE |
| ----------------------- | --- | --- | --- | --- | --- | --- | ---- | --- | --- | --- |
| Atlètic Amèrica         | —   | 2–4 | 3–6 | 2–0 | 1–2 | 1–8 | —    | 1–2 | 0–4 | 2–6 |
| Carroi B                |     | —   | 3–4 | 0–2 | 5–2 | 0–1 | 0–10 | 1–6 | 0–1 | 3–4 |
| Encamp                  | 3–1 | 4–0 | —   | —   | 4–1 | 2–7 | 2–2  | 1–4 | 2–1 | 3–2 |
| Extremenya              | 0–9 | 1–7 | 0–3 | —   | 0–6 | 0–9 | 4–3  | 0–3 | 1–5 | —   |
| Inter Club d'Escaldes B | 3–2 | 1–1 | 3–3 | 3–1 | —   | —   | 3–2  | 0–1 | 1–2 | 2–1 |
| La Massana              | 4–0 | 8–1 | 4–1 | 7–0 | 4–1 | —   | 3–0  | 1–2 | 7–1 | 8–2 |
| Lusitanos               | 9–0 | 1–0 | —   | 3–1 | 3–0 | 1–2 | —    | 1–3 | 0–3 | 8–1 |
| Penya Encarnada         | 7–1 | —   | 2–0 | 3–0 | 4–0 | 2–1 | 0–0  | —   | 6–0 | 3–0 |
| Ranger's                | 3–4 | 4–2 | 3–2 | —   | —   | 1–4 | 0–5  | 0–3 | —   | 3–0 |
| UE Santa Coloma B       | 3–1 | 3–1 | 3–3 | 7–0 | 2–0 | 4–7 | —    | 1–5 | —   | —   |

### Resultados
- Los horarios corresponden a la CET (Hora Central Europea) UTC+1 en horario estándar y UTC+2 en horario de verano.

#### Primera vuelta
| Penya Encarnada d'Andorra | 0 - 0 | Lusitanos         | Centre d'Entrenament de la FAF 2 | 21 de septiembre | 20:30 |
| Atlètic Amèrica           | 2 - 0 | Extremenya        | Camp d'Esports d'Ordino          | 22 de septiembre | 12:00 |
| Inter Club d'Escaldes B   | 2 - 1 | UE Santa Coloma B | Camp d'Esports d'Ordino          | 22 de septiembre | 15:00 |
| La Massana                | 8 - 1 | Carroi B          | Centre d'Entrenament de la FAF 2 | 22 de septiembre | 20:00 |
| Encamp                    | 2 - 1 | Ranger's          | Prada de Moles                   | 22 de septiembre | 20:00 |

| Carroi B          | 5 - 2 | Inter Club d'Escaldes B   | Centre d'Entrenament de la FAF 2 | 28 de septiembre | 20:30 |
| Lusitanos         | 1 - 2 | La Massana                | Camp d'Esports d'Ordino          | 29 de septiembre | 12:00 |
| Ranger's          | 3 - 4 | Atlètic Amèrica           | Camp d'Esports d'Ordino          | 29 de septiembre | 18:00 |
| Extremenya        | 0 - 3 | Penya Encarnada d'Andorra | Centre d'Entrenament de la FAF 2 | 29 de septiembre | 20:00 |
| UE Santa Coloma B | 3 - 3 | Encamp                    | Prada de Moles                   | 29 de septiembre | 20:00 |

| La Massana                | 7 - 0  | Extremenya        | Centre d'Entrenament de la FAF 2 | 5 de octubre | 20:30 |
| Penya Encarnada d'Andorra | 6 - 0  | Ranger's          | Camp d'Esports d'Ordino          | 6 de octubre | 12:00 |
| Carroi B                  | 0 - 10 | Lusitanos         | Camp d'Esports d'Ordino          | 6 de octubre | 15:00 |
| Inter Club d'Escaldes B   | 3 - 3  | Encamp            | Camp d'Esports d'Ordino          | 6 de octubre | 18:00 |
| Atlètic Amèrica           | 2 - 6  | UE Santa Coloma B | Centre d'Entrenament de la FAF 2 | 6 de octubre | 20:00 |

| Extremenya        | 1 - 7 | Carroi B                  | Centre d'Entrenament de la FAF 2 | 12 de octubre | 20:30 |
| UE Santa Coloma B | 1 - 5 | Penya Encarnada d'Andorra | Camp d'Esports d'Ordino          | 13 de octubre | 12:00 |
| Ranger's          | 1 - 4 | La Massana                | Camp d'Esports d'Ordino          | 13 de octubre | 15:00 |
| Encamp            | 3 - 1 | Atlètic Amèrica           | Prada de Moles                   | 13 de octubre | 17:00 |
| Lusitanos         | 3 - 0 | Inter Club d'Escaldes B   | Centre d'Entrenament de la FAF 2 | 13 de octubre | 20:00 |

| La Massana                | 8 - 2 | UE Santa Coloma B | Centre d'Entrenament de la FAF 2 | 19 de octubre | 20:30 |
| Penya Encarnada d'Andorra | 2 - 0 | Encamp            | Camp d'Esports d'Ordino          | 20 de octubre | 12:00 |
| Inter Club d'Escaldes B   | 3 - 2 | Atlètic Amèrica   | Camp d'Esports d'Ordino          | 20 de octubre | 15:00 |
| Lusitanos                 | 3 - 1 | Extremenya        | Camp d'Esports d'Ordino          | 20 de octubre | 18:00 |
| Carroi B                  | 0 - 1 | Ranger's          | Centre d'Entrenament de la FAF 2 | 20 de octubre | 20:00 |

| Ranger's          | 0 - 5 | Lusitanos                 | Centre d'Entrenament de la FAF 2 | 26 de octubre | 20:30 |
| Extremenya        | 0 - 6 | Inter Club d'Escaldes B   | Camp d'Esports d'Ordino          | 27 de octubre | 12:00 |
| Atlètic Amèrica   | 2 - 6 | Penya Encarnada d'Andorra | Camp d'Esports d'Ordino          | 27 de octubre | 15:00 |
| Encamp            | 2 - 7 | La Massana                | Prada de Moles                   | 27 de octubre | 17:00 |
| UE Santa Coloma B | 3 - 1 | Carroi B                  | Centre d'Entrenament de la FAF 2 | 27 de octubre | 20:00 |

| Inter Club d'Escaldes B | 0 - 1 | Penya Encarnada d'Andorra | Centre d'Entrenament de la FAF 2 | 9 de noviembre  | 20:30 |
| Carroi B                | 3 - 4 | Encamp                    | Centre Esportiu d'Alàs           | 10 de noviembre | 12:00 |
| Lusitanos               | 8 - 1 | UE Santa Coloma B         | Centre Esportiu d'Alàs           | 10 de noviembre | 15:00 |
| La Massana              | 4 - 0 | Atlètic Amèrica           | Centre Esportiu d'Alàs           | 10 de noviembre | 18:00 |
| Extremenya              | 1 - 5 | Ranger's                  | Centre d'Entrenament de la FAF 2 | 10 de noviembre | 20:00 |

| UE Santa Coloma B         | 7 - 0 | UE Extremenya | Centre d'Entrenament de la FAF 2 | 16 de noviembre | 20:30 |
| Inter Club d'Escaldes B   | 0 - 1 | Ranger's      | Centre d'Entrenament de la FAF 2 | 17 de noviembre | 12:00 |
| Atlètic Amèrica           | 2 - 4 | Carroi B      | Centre d'Entrenament de la FAF 2 | 17 de noviembre | 14:00 |
| Penya Encarnada d'Andorra | 2 - 1 | La Massana    | Centre d'Entrenament de la FAF 2 | 17 de noviembre | 16:00 |
| Encamp                    | 2 - 2 | Lusitanos     | Prada de Moles                   | 17 de noviembre | 17:00 |

| Carroi B   | 1 - 6 | Penya Encarnada d'Andorra | Centre d'Entrenament de la FAF 2 | 23 de noviembre | 20:30 |
| Lusitanos  | 9 - 0 | Atlètic Amèrica           | Centre Esportiu d'Alàs           | 24 de noviembre | 12:00 |
| Extremenya | 0 - 3 | Encamp                    | Centre Esportiu d'Alàs           | 24 de noviembre | 15:00 |
| La Massana | 4 - 1 | Inter Club d'Escaldes B   | Centre Esportiu d'Alàs           | 24 de noviembre | 18:00 |
| Ranger's   | 3 - 0 | UE Santa Coloma B         | Centre d'Entrenament de la FAF 2 | 24 de noviembre | 20:30 |

#### Segunda vuelta
| Ranger's          | 3 - 2 | Encamp                    | Centre d'Entrenament de la FAF 2 | 30 de noviembre | 20:30 |
| Carroi B          | 0 - 1 | La Massana                | Camp d'Esports d'Ordino          | 1 de diciembre  | 12:00 |
| UE Santa Coloma B | 2 - 0 | Inter Club d'Escaldes B   | Camp d'Esports d'Ordino          | 1 de diciembre  | 15:00 |
| Lusitanos         | 1 - 3 | Penya Encarnada d'Andorra | Camp d'Esports d'Ordino          | 1 de diciembre  | 18:00 |
| UE Extremenya     | 0 - 9 | Atlètic Amèrica           | Centre d'Entrenament de la FAF 2 | 1 de diciembre  | 20:00 |

| Inter Club d'Escaldes B   | 1 - 1 | Carroi B          | Centre d'Entrenament de la FAF 2 | 7 de diciembre      | 14:00               |
| Atlètic Amèrica           | 0 - 4 | Ranger's          | Centre d'Entrenament de la FAF 2 | 14 de diciembre     | 20:30               |
| Encamp                    | 3 - 2 | UE Santa Coloma B | Prada de Moles                   | 15 de diciembre     | 17:00               |
| La Massana                | 3 - 0 | Lusitanos         | Centre d'Entrenament de la FAF 2 | 26 de febrero       | 22:00               |
| Penya Encarnada d'Andorra | 3 - 0 | Extremenya        | Victoria Adjudicada              | Victoria Adjudicada | Victoria Adjudicada |

| Lusitanos         | 1 - 0 | Carroi B                  | Centre d'Entrenament de la FAF 2 | 1 de febrero | 20:45 |
| Ranger's          | 0 - 3 | Penya Encarnada d'Andorra | Centre Esportiu d'Alàs           | 2 de febrero | 12:05 |
| Encamp            | 4 - 1 | Inter Club d'Escaldes B   | Prada de Moles                   | 2 de febrero | 12:05 |
| Extremenya        | 0 - 9 | La Massana                | Centre Esportiu d'Alàs           | 2 de febrero | 15:00 |
| UE Santa Coloma B | 3 - 1 | Atlètic Amèrica           | Centre d'Entrenament de la FAF 2 | 2 de febrero | 20:00 |

| Penya Encarnada d'Andorra | 3 - 0 | UE Santa Coloma B | Centre d'Entrenament de la FAF 2 | 8 de febrero | 20:30 |
| Carroi B                  | 0 - 2 | Extremenya        | Camp d'Esports d'Ordino          | 9 de febrero | 12:00 |
| La Massana                | 7 - 1 | Ranger's          | Camp d'Esports d'Ordino          | 9 de febrero | 15:00 |
| Atlètic Amèrica           | 3 - 6 | Encamp            | Camp d'Esports d'Ordino          | 9 de febrero | 18:00 |
| Inter Club d'Escaldes B   | 3 - 2 | Lusitanos         | Centre d'Entrenament de la FAF 2 | 9 de febrero | 20:00 |

| Atlètic Amèrica   | 1 - 2 | Inter Club d'Escaldes B   | Centre d'Entrenament de la FAF 2 | 15 de febrero | 20:30 |
| Encamp            | 1 - 4 | Penya Encarnada d'Andorra | Prada de Moles                   | 16 de febrero | 12:00 |
| UE Santa Coloma B | 4 - 7 | La Massana                | Camp d'Esports d'Ordino          | 16 de febrero | 12:00 |
| Extremenya        | 4 - 3 | Lusitanos                 | Camp d'Esports d'Ordino          | 16 de febrero | 15:00 |
| Ranger's          | 4 - 2 | Carroi B                  | Camp d'Esports d'Ordino          | 16 de febrero | 18:00 |

| La Massana                | 4 - 1 | Encamp            | Centre d'Entrenament de la FAF 2 | 22 de febrero | 20:30 |
| Lusitanos                 | 0 - 3 | Ranger's          | Camp d'Esports d'Ordino          | 23 de febrero | 12:00 |
| Inter Club d'Escaldes B   | 3 - 1 | Extremenya        | Camp d'Esports d'Ordino          | 23 de febrero | 18:00 |
| Penya Encarnada d'Andorra | 7 - 1 | Atlètic Amèrica   | Centre d'Entrenament de la FAF 2 | 23 de febrero | 20:00 |
| Carroi B                  | 3 - 4 | UE Santa Coloma B | Centre d'Entrenament de la FAF 2 | 29 de febrero | 20:00 |

| Atlètic Amèrica           | 1 - 8 | La Massana              | Centre Esportiu d'Alàs | 8 de marzo | 12:00      |
| Penya Encarnada d'Andorra | 4 - 0 | Inter Club d'Escaldes B | Centre Esportiu d'Alàs | 8 de marzo | 15:00      |
| Encamp                    | 4 - 0 | Carroi B                | Prada de Moles         | 8 de marzo | 17:00      |
| UE Santa Coloma           | -     | Lusitanos               | Suspendido             | Suspendido | Suspendido |
| Ranger's                  | -     | Extremenya              | Suspendido             | Suspendido | Suspendido |

| La Massana | 1 - 2 | Penya Encarnada d'Andorra | Centre d'Entrenament de la FAF 2 | 11 de julio | 20:30      |
| Ranger's   | -     | Inter Club d'Escaldes B   | Suspendido                       | Suspendido  | Suspendido |
| Extremenya | -     | UE Santa Coloma B         | Suspendido                       | Suspendido  | Suspendido |
| Lusitanos  | -     | Encamp                    | Suspendido                       | Suspendido  | Suspendido |
| Carroi B   | -     | Atlètic Amèrica           | Suspendido                       | Suspendido  | Suspendido |

| UE Santa Coloma B         | - | Ranger's   | Suspendido | Suspendido | Suspendido |
| Encamp                    | - | Extremenya | Suspendido | Suspendido | Suspendido |
| Atlètic Amèrica           | - | Lusitanos  | Suspendido | Suspendido | Suspendido |
| Penya Encarnada d'Andorra | - | Carroi B   | Suspendido | Suspendido | Suspendido |
| Inter Club d'Escaldes B   | - | La Massana | Suspendido | Suspendido | Suspendido |

## Play-off de promoción
El tercer equipo ubicado en la clasificación final de la Ronda por la permanencia de primera división disputaría  una serie a doble partido, uno como visitante y otro como local, ante el  subcampeón de la Segunda División. El ganador de la eliminatoria participará  de la siguiente temporada de la Primera Divisió.
Aunque se suponía que los partidos se celebrarían los días 25 y 28 de julio de 2020, se pospusieron debido a un caso positivo de COVID-19 en el equipo de La Massana. Como resultado, la promoción se cambió a un solo partido.
| 1 de agosto de 2020, 10:00; | Carroi                                              | 4:1 (1:0) | La Massana      | Centre d'Entrenament de la FAF 1, Andorra la Vieja |             |
|                             | - Barroso 37', 66' - Rodas 83' - Martins 86' (pen.) | Reporte   | - Fernandez 80' | Árbitro(s):                                        | Árbitro(s): |